# Астон Мартин Сайнет
Астон Мартин Сайнет е бъдещ модел на Астон Мартин от сегмента на микроавтомобилите. Доставките ще започнат през октомври 2010 г., като автомобилът ще се продава само на хора, вече притежаващи модел на Астон Мартин. Сайнет е на базата на Тойота iQ. Очаква се цена около 30000 паунда и производство от 4000 бройки на година.